# Fresh (2022)
Fresh ist ein Thriller mit Comedy-Elementen von Mimi Cave, die damit ihr Regiedebüt feierte.
Fresh feierte seine Premiere auf dem Sundance Film Festival 2022. In Deutschland erschien der Film am 15. April 2022 auf Disney+.

## Handlung
Noa, eine junge Frau aus Portland (Oregon), ist zunehmend frustriert von Online-Dating und den Männern, mit denen sie sich trifft. Eines Tages wird sie von einem attraktiven Mann namens Steve im Supermarkt angesprochen, und sie tauschen Nummern aus. Bei ihrem ersten Date verstehen sich die beiden gut und haben Sex. Nach mehreren Dates will Steve mit ihr ein gemeinsames Wochenende verbringen. Trotz Bedenken ihrer besten Freundin Mollie stimmt Noa der Reise zu. Sie verbringen zunächst den Abend in Steves Luxushaus. Steve hat ihren Cocktail heimlich mit K.-o.-Tropfen versetzt, so dass sie bewusstlos wird.
Noa erwacht in Gefangenschaft, an den Boden gekettet. Steve erklärt, dass er Menschen schlachte, um das Fleisch an wohlhabende Kunden zu verkaufen, und dass er sich auch selber davon ernähre. Seine Kunden bevorzugen das Fleisch junger Frauen, deshalb lockt und entführt er regelmäßig Frauen. Er sagt, dass er Noa so lange wie möglich am Leben erhalten werde, um ihr Fleisch frisch zu halten, während er verschiedene Körperteile chirurgisch entfernt. Steve erlaubt Noa zu duschen, aber sie versucht zu fliehen. Steve fängt sie ein und entfernt zur Strafe teilweise das Fleisch von ihrem Gesäß. Noa hält Kontakt mit einer Frau namens Penny, die in einem angrenzenden Raum gefangen gehalten wird.
Währenddessen macht sich Mollie Sorgen über Noas Verschwinden und beginnt mit der Untersuchung bei ihrem Freund Paul, einem Barkeeper, der Noa und Steve während ihres ersten Dates Drinks serviert hat. Mollie forscht nach und entdeckt, dass Steve eigentlich Brendan heißt und mit einer Frau namens Ann verheiratet ist, mit der er Kinder hat. Mollie glaubt zunächst, dass er eine Affäre habe. Sie besucht Ann und klärt sie über ihren Verdacht auf. Während ihres Gesprächs erscheint Brendan und bestreitet, dass er Noa kenne. Mollie ruft Noas Telefon an, das in Brendans Tasche zu klingeln beginnt. Ann, die sich als Brendans Komplizin entpuppt, schlägt Mollie bewusstlos. Es wird deutlich, dass Ann eine Beinprothese hat und ebenfalls eines von Brendans Opfern war.
Noa gewinnt Brendans Vertrauen, indem sie flirtet und vorgibt, neugierig darüber zu sein, wie menschliches Fleisch schmecke. Brendan lädt sie zum Abendessen ein. Noa gibt vor, das Fleisch zu mögen. Brendan zeigt Noa ein Regal, das mit Gegenständen der Opfer gefüllt ist. Noa entdeckt Mollies Handy unter den Handys der gestohlenen Opfer. Nach dem Abendessen will sie Fellatio an ihm durchführen. Sie beißt stattdessen kräftig in seinen Penis. Noa nutzt diese Gelegenheit, um Mollie und Penny aus ihren Räumen zu befreien.
Es kommt zu einem Kampf zwischen Brendan und den drei jungen Frauen. Sie fliehen in den Wald, wo Brendan sie mit einer Pistole verfolgt. Sie schaffen es, ihn zu überwältigen, wobei Noa die Waffe an sich nimmt und Brendan erschießt. Ann kommt im Haus an und findet Brendans Leiche. Sie begegnet Noa im Wald und versucht sie zu erwürgen, aber Noa sticht Ann mit Autoschlüsseln in den Hals. Als Ann sich erholt und erneut versucht, Noa zu erwürgen, erschlägt Mollie Ann mit einer Schaufel. Während die Frauen sich beruhigen, erhält Noa eine sogenannte Booty-Call-SMS von einem Mann, mit dem sie zu Beginn des Films ausgegangen ist.
Eine Szene im Abspann zeigt fünf von Brendans Kunden in einem hellen Raum, die an einem Tisch sitzen, in dessen Mitte blutendes menschliches Fleisch steht. Während des Abspanns wird ein satanisches Symbol angezeigt, das darauf hinweist, dass Brendan und seine Klienten offenbar Teil einer satanischen Organisation sind.

## Produktion
Die Dreharbeiten fanden von Februar bis März 2021 in British Columbia statt. An der Produktion waren die Filmstudios Hyperobject Industries und Legendary Pictures beteiligt. Das Budget für die Produktion betrug 15–20 Millionen US-Dollar.

## Rezeption

### Kritiken
Basierend auf englischsprachigen Kritiken berechneten die Bewertungsaggregatoren Rotten Tomatoes und Metacritic für den Film eine Zustimmung von 81 beziehungsweise 67 Prozent.

### Auszeichnungen
Fangoria Chainsaw Awards 2023
- Nominierung als Bester Streamingfilm[7]

Music Supervisors Guild Awards 2023
- Nominierung für die Beste Musik-Supervision eines Fernsehfilms (Gabe Hilfer & Henry van Roden)[8]